# ドブソニアン望遠鏡
ドブソニアン望遠鏡（ドブソニアンぼうえんきょう、Dobsonian telescope）は、ニュートン式望遠鏡の一種で、赤道儀式架台や三脚を用いず、大砲の架台に似た素朴な架台を持つ、大口径の望遠鏡のこと。
大口径の望遠鏡を安価かつ軽量に作ることができる点が評価されて、1980年代ごろからアマチュア天文家の間で一定の普及をみることになった。2018年現在、ニュートン式望遠鏡に限って言えばドブソニアン型が製品数や出荷数において主流となりつつあり、とくに口径40-50cm以上の望遠鏡で市販されているものはドブソニアン型に限られている。 「ドブソニアン」という名前は1950年代にこの型の望遠鏡を考案したアメリカ合衆国のアマチュア天文家ジョン・ロウリー・ドブソン（John Lowry Dobson 、1915年9月14日-2014年1月15日）にちなむ。アマチュア天文家の間では単に「ドブソニアン」とも、さらに短く「ドブソ」あるいは「ドブ」などとも言われることがあり、英語でも "Dob" と略称されている。
もとは地面に直接置ける、水平回転する板の上に大砲式の架台を乗せ、そこに望遠鏡をのせたもので、一応2軸であったが、最近はよりシンプルな、機構としては「1軸」と呼んでよいようなもの（水平方向の回転は、ただ地面に対して滑らせるもの）もあり、その部分に関しては、さまざまなタイプがある。
- 市販のドブソニアン望遠鏡。ドブソニアン架台に乗せられているのは10インチ(25.4cm)のニュートン式反射望遠鏡
- 鏡筒を使わず、トラスで組んだドブソニアン望遠鏡 接眼部へ近づくための脚立が後方に見える
- やはりトラスで組まれたアマチュア自作のドブソニアン。架台がきわめてシンプルである。水平方向の回転は、地面に対して適当に滑らせれば良い、という発想のもの。

## ドブソニアンが必要とされた理由
天体望遠鏡は都市部から離れた夜空の暗い土地で星雲・星団や銀河などの極めて「淡い」天体を「細かい」ところまで見るためのものであるが、その性能を決定するのは何より主鏡（または対物レンズ）の口径である。 すなわち大口径の望遠鏡は、集光力が大きくかつ分解能もよい。しかし、概ね30cm以上の口径をもった望遠鏡を精密かつ頑丈な架台で支え制御しようとすると従来はとても持ち運びのできない大きさと重さとなり、何よりアマチュアが手が出せないような高価なものとなってしまう。よって望遠鏡をかかえて出かけなければならない都市部のアマチュア天文家にとって大口径の望遠鏡はあきらめざるを得ないものであった。
しかし楽しみのために肉眼で天体を見ること（眼視観測）に目的を限定するなら、アマチュア天文家にとって精密過ぎる架台はどうしても必要だというものではない。ドブソニアン望遠鏡が目指したことは、何よりも大口径の望遠鏡を持ち運びが可能なように、精密さを犠牲にしてでも架台を軽く簡単に低コストで作ることであったといえる。現在では商品として売られているドブソニアン望遠鏡も増えたが、購入後に改造を加えることも行なわれる。さらには材料から自作されることも多い。そのためドブソニアンの簡略化された架台は日曜大工で簡単に工作可能であることが重要であり、またそうした工作を施すことや製作の工夫がドブソニアンの魅力のひとつになっている。
ドブソニアン望遠鏡がアマチュア天文家の世界に与えた最大の影響は、従来、大口径と見なされた望遠鏡にも手が届くようになったことである。1970年代ならば20cmの口径を持つニュートン式望遠鏡も十分大きなものと見なされていたが、ドブソニアンの普及によって現在は40cmの口径も普通のものとなり、80cmでさえ稀なものではなくなった。ドブソニアンの愛好家には、分解したドブソニアンを車に積んで郊外に出かける観測スタイルが共通のものとなっており、各地で開催されるアマチュア天文家の観望会でもこうした巨大なドブソニアンが主役となっている。

## 形状からみたドブソニアンの特徴
ドブソニアンは、伝統的な分類としては単に経緯台式架台をもつニュートン式望遠鏡の一種と言えるが、前述の目的に沿って実用上の様々な工夫を施した形式である。すべてのドブソニアンが同一の決まった形式を持つわけではないものの、ジョン・ドブソンが作った元々のドブソニアン望遠鏡を参考にドブソニアンの各部の特徴を挙げるなら次のようになる。
主鏡反射望遠鏡の主鏡は、高精度な放物面に仕上げられなければならない。また高い面精度を維持するために、傾けても自重で主鏡がたわまないように、主鏡は充分に厚いガラスである必要があるが、一般的に直径に対して厚みが１／６以上であるように設計されていた。さらに熱膨張によるたわみを防ぐためにパイレックスや合成石英のような低膨張ガラスが用いられる。ほとんどのドブソニアンでは、従来の反射望遠鏡よりも薄い（具体的には直径に対して１／８から１／１２）主鏡が用いられている。コストの側面もあるが、一義的には軽量化と外気との温度順応性の要請によるものである。また、従来は大口径で高精度な主鏡は非常に高価であり、低倍率では精度の低さがそれほど目立たないため、精度の低い主鏡が用いられることもあった。しかし、2000 年代以降はコンピューター制御式の研磨装置が普及したため、高精度で安価な主鏡が登場している。また従来は、青板ガラスなど膨張率が特別低くない安価なガラスが用いられることもあったが、現在市販されている製品はホウケイ酸ガラスや合成石英が使用されている。なおこの点につきドブソンの制作した望遠鏡では、大胆にも主鏡に難破船の円い舷窓を研磨した薄いガラスが使われていた。通常の小型望遠鏡では鏡の向きを精密に合わせる（光軸を合わせる）ために調整用の数本のネジで固定されているのと違って、カーペットで裏打された容器に固定し重さを全体で支えてひずみを軽減していた。現在では、コンピュータシミュレーションによって最適化された６点支持、９点支持法などを採用したものが主流となっている。支持体全体で鏡面の安定を保つというのは、数m超級の超大型望遠鏡では一般的な手法でもある。
鏡筒ドブソンは、望遠鏡本体の筒に頑丈で防水性の厚紙の筒を利用した。これはとして非常に大きなものでも比較的安価に手に入れることができ、光路をひずませる鏡筒内の熱対流を防ぎ、衝撃に強く加工も容易であるメリットもあった。元鏡筒は形を保つという目的の他には、余計な光や人体等から発する熱が光路に侵入することを防ぐ役割を持っており、逆に熱対流の原因となったりする。現在市販されているドブソンの筒では、アルミニウムや鉄が主流になっており、高価なものでは軽量で熱膨張率の小さいカーボンファイバー材が使われている。十分に暗い環境で望遠鏡が用いられるなら、鏡筒接眼部分や斜鏡および架台との接合部が支えられさえすれば、鏡筒は必ずしも要るものではない。このため鏡筒をなくしてパイプや合板を部分的に取り付けただけのドブソニアンも存在する。
架台ドブソンは、「過去数世紀の間、戦争はドブソニアン架台の上に乗った大砲によって戦われてきた」のだとドブソニアンの架台の特徴を表現している。この架台の形状がドブソニアン望遠鏡を一見したときの最大の特徴である。架台は全体としてU字溝のような「三脚を省いたフォーク式経緯台」の形状をしており、左右の壁（経緯台の耳軸に相当する部分）には半円形の窪みがある。クランプも微動装置もなく、回転軸が滑らかに回り回転軸を中心とし重量バランスが取れていなければならない。鏡筒の重さがバランスする重心から鏡筒の左右に突き出た円盤をこれらの窪みに載せ回転させることによって水平線から天頂までの高度方向の向きを変えることができる。回転部分はテフロンなどで摩擦を減らしてある。鏡筒の重心は主鏡が重いことから充分に主鏡のそばにあり、架台の高さは鏡筒に比べてそれほど高くならない。U字溝状の架台は底の部分で別の板の上に乗っている。ドブソンの望遠鏡では合成樹脂の板の上にテフロンのブロックが乗せられていた。これらは中心軸の回りで回転できるようになっており、もうひとつの架台の回転軸である水平の方位方向の動きを架台に与えている。回転軸の摩擦は望遠鏡を手で楽にかつスムーズに動かせるだけ軽く、また勝手に動かないぐらいに重くなるように調節されなければならない。
ドブソニアンのデザインは年とともにさまざまに発展し工夫がなされてきているが、自作・商品を問わずその多くは上に挙げたような特徴の多くを有している。

## ドブソニアンの欠点
基本的に経緯台式架台なので、通常の経緯台式架台を持つ望遠鏡と同様の欠点を持つ。赤道儀式架台と異なり地球の自転に合わせて移動していく天体を容易に追跡するようなことができず、視野から天体が逃げていかないように数分ごとに2つの軸を使って望遠鏡本体を動かさねばならない。とくに天頂方向の天体を追跡することは非常に難しいものとなり、また高い倍率での観測も不向きである。これに伴って惑星や月のような明るい天体以外で天体写真の撮影に利用することにも向いていない。また、通常の望遠鏡は円形の鏡筒が架台の円形の筒で挟み込まれるようになっているため、接眼部分が天体を見やすい方向に向くように鏡筒の長軸方向に自由に回転させることができる。しかしドブソニアンでは通常、鏡筒と架台の間の自由度は高度方向の回転だけなのでこのようなことができず、接眼部分が望まない方向に向いてしまうこともある。現在では、こうした欠点を補うために、ドブソニアンの経緯台式架台を別途コンピュータ制御式の赤道儀式架台に搭載したものも一般的になっている。
従来のドブソニアンでは多少なりとも光学系や筐体の精密さを犠牲としているため、このことによる欠点も現れた。望遠鏡で歪（収差）のない像を得るには鏡やレンズの向きを精密に調整して軸（光軸）を観測前に合わせておくことが不可欠である。ドブソニアンは運搬することが多いために、光軸が狂いやすいが、鏡筒などの精密さを犠牲にしている分この光軸合わせの作業も難しいものとなった。 さらに、一般に望遠鏡は主鏡の各部分からやってくる光の波が強め合うことによって光を明るくする。もし主鏡の精度が正確なパラボラ面から光の波長の1/4以上 (0.1 – 0.2 μm) もずれてしまうと、ずれた光の波同士はかえって打ち消しあうことになり、主鏡の精度を犠牲にしすぎれば実際には大口径にする意味が失われてしまうことになった。ドブソニアンは鏡筒をコンパクトにするためもあり、短い焦点距離をもつ主鏡が用いられることが多いが、こうした短焦点の鏡はむしろより精度が必要とされる。現在では、主鏡で１／８λの面精度をもった鏡を高精度で調整できる製品が登場している。